# Штаферн (Німеччина)
Штаферн (нім. Stavern) — громада в Німеччині, розташована в землі Нижня Саксонія. Входить до складу району Емсланд. Складова частина об'єднання громад Зегель.
Площа — 50,96 км2. Населення становить 1030 ос. (станом на 31 грудня 2021).